# Торински университет
Торинският университет (на италиански: Università degli Studi di Torino) е държавен университет в Торино, Пиемонт, Северозападна Италия, основан през 1404 г.
През XX век университетът е сред центровете на италианския антифашизъм.
Днес университетът има 13 факултета с общо 55 катедри.

## Възпитаници
Бизнесмени
- Джани Анели, бивш президент на ФИАТ

Политици
- Антонио Грамши, политик, философ, съосновател на Италианската комунистическа партия
- Палмиро Толяти, генерален секретар (1927 – 1964) на Италианската комунистическа партия
- Джани Ватимо, философ, депутат в Европейския парламент (1999 – 2004)

Литератори
- Масимо Бонтемпели (1878-1960), писател
- Джузепе Джакоза, поет, драматург и либретист
- Примо Леви, химик, есеист, писател, оцелял в Холокоста
- Чезаре Павезе, литературен критик, поет, романист, преводач
- Карло Фрутеро (1926 – 2012), писател

Учени
- Еразъм Ротердамски
- Умберто Еко, философ
- Джузепе Пеано, математик

## Галерия
- Клоатър